# Багате (Калінінградська область)
Багате (рос. Богатое, нім. Nuskern) — селище Зеленоградського району, Калінінградської області Росії. Входить до складу Красноторовського сільського поселення.
Населення — 38 осіб (2015 рік).

## Населення
| 2002 | 2010 |
| ---- | ---- |
| 41   | ↘38  |